# Desktop-Pager
Ein Desktop-Pager, kurz Pager, ist ein kleines Programm, um die Verwaltung multipler bzw. virtueller Desktops zu vereinfachen. Hierzu stellt der Pager den Inhalt der Desktops in Kleinformat dar und abstrahiert meist die Fenster durch eine Art Schatten.
Insbesondere Fenstermanager unter Unix verwenden vornehmlich diese Möglichkeit, um dem Benutzer die Arbeit mit virtuellen Desktops zu erleichtern.
Die KDE-Desktopumgebung verwendet hierfür beispielsweise den KPager, Gnome integriert einen Pager als Applet in sein Panel.